# Германия на «Евровидении-1968»
Германия принимала участие в Евровидении 1968, проходившем в Лондоне, Великобритания. На конкурсе её представляла Хенхе Мюре с песней «Ein Hoch der Liebe», выступавшая под номером 16. В этом году страна заняла 6-е место, получив 11 баллов. Комментатором конкурса от Германии в этом году был Ханс Иоахим Росхенбах, глашатаем — Ханс Отто Грюнефелдт.

## Национальный отбор
Как и в прошлом году, национальный отбор проходил внутри телекомпании.

## Страны, отдавшие баллы Германии
У каждой страны было по 10 судей, каждый из которых мог отдать один голос понравившейся песне.
| Отдали Германии… | Отдали Германии… | Отдали Германии…     | Отдали Германии… |
| 5 баллов         | 2 балла          | 1 балл               |                  |
| ---------------- | ---------------- | -------------------- | ---------------- |
| Великобритания   | Испания Швеция   | Швейцария Люксембург |                  |

## Страны, получившие баллы от Германии
| 6 баллов | Испания               |
| 2 балла  | Великобритания Италия |